# Sezonul migrației spre nord
Sezonul migrației spre nord (arabă: موسم الهجرة إلى الشمال Mawsim al-Hiǧra ilā ash-Shamāl ) este un roman postcolonial din literatura arabă a secolului al XX-lea, de autorul sudanez Tayeb Salih. Romanul a fost publicat în anul 1966, și ilustrează viața lui Mustafa Said, care pleacă din Sudan la studii în Vest, și mai exact in Anglia, departe de cultura țării natale. Romanul este scris la persoana a I-a, iar numele naratorului rămâne necunoscut pe tot parcursul romanului.
De la publicarea sa, Sezonul migrației spre nord a fost subiect de analiză și critică, fiind considerat o lucrare importantă, ce ilustrează întâlnirea dintre Est și Vest. Criticii  adesea îl aseamănă pe Mustafa Said,  personajul principal al romanului, cu alte personaje din romane celebre, precum Kurtz din Inima Întunericului de Joseph Conrad. Romanul prezintă două generații de intelectuali sudanezi care pleacă din țară natală să studieze peste hotare, iar narațiunea principală are loc în preajma independenței statului Sudan la 1956.
Romanul a fost apreciat pe plan mondial, și a fost tradus în peste 30 de limbi. Operă a fost de asemenea apreciată în lumea arabă. Cu toate acestea, a fost interzis într-o perioadă în țara natală a lui Salih, nu din motive de ordin politic, ci din cauza conținutului sexual al acestuia. La ora actuală însă, romanul se poate găsi în Sudan, unde este considerat un veritabil pilon al literaturii sudaneze. 

## Rezumat
Naratorul, al cărui nume nu este menționat, se întoarce în satul natal, Wad Hamid (un sat mic lângă Nil, în nordul Sudanului) după ce studiase la Londra timp de 7 ani. Acesta este încântat pentru că s-a întors acasă, simțind o căldură sufletească după mulți ani în care s-a simțit singur în Anglia. Acesta observa că satul s-a mai schimbat, și că a apărut un personaj nou și misterios, numit Mustafa Said. Starea sa de tihna este ușor deranjată de prezența acestui nou-venit. Naratorul își întreabă familia despre noul-venit în sat, iar bunicul îi spune că Mustafa Said este din Khartoum, și că este un bun fermier și un bun vecin, însă este ceva mai retras. Acesta s-a mutat la Wad Hamid în urmă cu 5 ani, și s-a căsătorit cu o tânără localnică pe nume Hosna bint Mahmoud. Astfel, deși curios, naratorul nu reușește să afle foarte multe despre Mustafa.

#### Povestea lui Mustafa Said
Într-o zi, bând cu naratorul, Mustafa începe deodată să recite o poezie în limba engleză. Naratorul este șocat de această întâmplare, și în ziua următoare îl întreabă pe Mustafa unde a învățat să vorbească astfel limba engleză . Acesta este momentul în care romanul începe să adâncească poveștile celor doi, și acesta este momentul în care cei doi par a se lega, înțelegând că au unele aspecte în comun. Ambii au fost în Vest să studieze și s-au întors în Sudanul postcolonial. Mustafa Said îi cere naratorul discreție totală, și să îi jure că nu va spune nimănui ceea ce urma să îi povestească. 
Naratorul află povestea vieții lui Mustafa Said. Deși era orfan de tată și sărac, Mustafa Said a fost un copil geniu. Acesta locuia la Khartoum, și a avansat într-un mod rapid prin școala generală, care era nivelul maxim de învățământ în Sudan la acea vreme. Directorul școlii a aranjat ca acesta să fie transferat la un liceu din Cairo, ajungând într-un final cu o bursă la Oxford, și studiind științe politice și literare. Acesta este prezentat ca fiind înzestrat din punct de vedere intelectual, însă înghețat din punct de vedere emoțional. În Anglia, acesta respingea în sinea sa perspectiva pe care o aveau vesticii asupra lumii din care el provenea, dar în același timp, acesta își exagera rădăcinile africane, fabricând povesti în care el trăia în junglă. Acesta folosea aceste povești inventate pentru a atrage femeile de care era interesat. Acestea erau atrase de acest exotism al său, ajungând să se îndrăgostească de el. Mustafa Said era seducător și le promitea acestora că se va căsători cu ele, însă se despărțea de acestea într-un mod crud. Aceste acțiuni ale sale au avut în unele cazuri efecte dintre cele mai grave, trei dintre femei sinucigându-se după ce acesta le-a părăsit, și anume Ann Hammond, Sheila Greenwood, și Isabella Seymour. 
Mustafa Said avea să mai cunoască o femeie, pe nume Jane Morris, cu care are o relație și cu care se căsătorește. Ea pare a fi destul de manipulatoare și insensibilă, adesea jucându-se cu sentimentele lui Mustafa, care într-un final o ucide. Ca urmare a acestui eveniment, Mustafa este închis pentru o perioadă de 7 ani. Acesta se întoarce în Sudan după ce este eliberat pentru a încerca să uite de această perioadă a vieții sale. Naratorul simte ca Mustafa Said trezește în el sentimente de furie și confuzie, Mustafa părând a fi doppelgänger-ul acestuia.
La ceva timp după ce Mustafa Said îi poveste naratorului viața sa, acesta dispare în timpul unei inundații. Se presupune că moartă sa este un accident, însă naratorul nu se poate îndepărta de ideea că dispariția lui Mustafa Said nu a fost un accident, ci o sinucidere. Mustafa Said îl face prin testament pe narator tutore al băieților săi, și cu sarcina de a avea grijă de soția sa, Hosna.

#### Viața naratorului după dispariția lui Mustafa Said
Romanul arată în continuare și efectele negative ale colonialismului, care au rămas chiar și după independență, dând exemplu în primul rând faptul că persoanele care au fost pus la conducere acum, au fost instruite să gândească precum foștii coloniști. Naratorul pleacă la Khartoum pentru a lucra la Ministerul Educației, însă rămâne tot timpul cu gândul la ce s-a întâmplat cu Mustafa Said punându-și multe întrebări, în special despre sine, și căutând răspunsuri cu privire la felul în care el reacționează, având în vedere că a avut un traseu oarecum asemănător cu cel al lui Mustafa Said.
Romanul prezintă și câteva personaje din satul Wad Hamid, printre care bunicul naratorului, Bakri, Wad Rayyes, și Bint Majzoub. Acestea stau la discuții în sat, Bint Majzoub făcând adesea glume explicite despre sex, și vorbind despre obiceiurile sexuale din Sudan. Wad Rayyes plănuiește să vorbească cu naratorul pentru a se căsători cu Hosna, naratorul fiind încredințat de Mustafa Said să aibă grijă de aceasta. Naratorul este deranjat de acest fapt, spunând că Hosna este singura care poate decide ce vrea să facă în continuare cu viața ei. Totuși, acesta se duce la Hosna pentru a o întreba ce părere are despre această propunere, iar aceasta refuza vehement, spunând că nu se va recăsători niciodată, iar dacă va fi obligată să se mărite, își va ucide soțul iar apoi se va sinucide. Naratorul îi transmite lui Wad Rayyes ca Hosna nu este de acord, însă acesta insistă să se căsătorească cu ea, spunând că are deja acordul tatălui ei.  Naratorul se sfătuiește cu prietenul său, Mahjoub cu privire la această poveste, iar acesta îl sfătuiește să se însoare el cu Hosna, din moment ce este deja tutorele băieților ei, însă acesta nu se implica mai departe în această posibilă căsătorie, și pleacă la Khartoum, deși își dă seama că este îndrăgostit de Hosna.
După scurt timp, fiind deja la Khartoum, naratorul primește o telegramă cu vestea că Hosna a decedat. Acesta se întoarce în sat și află că Hosna, forțată de tatăl ei, s-a căsătorit cu Wad Rayyes, ea refuzând totuși să întrețină relații intime cu acesta. Apoi, într-o seară, fiind probabil forțată de Wad Rayyes să întrețină relații sexuale, aceasta l-a înjunghiat iar apoi s-a sinucis.
Spre final romanului, naratorul este plin de supărare, mânie, și tristețe, și se duce la casa lui Mustafa Sa’eed, intră în camera acestuia și găsește mai multe obiecte din perioada în care acesta era în Anglia. Acesta pare a fi furios și dezgustat de faptul că Mustafa Said nu și-a lăsat trecutul în urmă, și astfel a făcut rău altora, și se gândește să dea foc camerei, însă ajunge la concluzia că acest lucru nu va ajuta pe nimeni, căci este prea târziu acum. În schimb, acesta se îndreaptă spre Nil, se aruncă în apă și se lasă astfel încât să se înece, însă la un moment dat simte dorința de a fuma o țigară, și astfel simte de asemenea dorință de a trăi în continuare, pentru a încerca să facă lucrurile altfel, așa cum ar fi trebuit să facă și Mustafa Said. Acesta se îndreaptă spre mal și cere ajutor.

## Dublul și întâlnirea dintre Est si Vest
Sezonul migrației spre nord este un roman în care construcția și stilul produc o călătorie deosebită, în care naratorul pare a nu își dea seama ce caută de fapt, și în care cititorul caută adevărul despre Mustafa Said, și de asemenea, caută să cunoască adevăratul Nord și adevăratul Sud, ajungând la concluzia că atât Nordul cât și Sudul se afla în sufletul fiecăruia dintre noi. Stilul în care este scris romanul face ca povestea să pară la început dezordonată, însă, aceasta se termină într-o manieră ce omogenizează întreaga poveste, făcând astfel ca șirul întâmplărilor să aibă sens, și etalând multă coeziune. Însuși titlul ne evidențiază elementele și motivele principale ale romanului pe care le descoperim de-a lungul său.
Cele două personaje ale romanului care provin din două generații de intelectuali din Sudan sunt Mustafa Sa‘eed și naratorul. Mustafa Said, considerat un geniu, a studiat în timpul colonizării în Anglia, și a devenit profesor la Universitatea din Londra. După ce acesta comite niște acte de violență, revine în țara natală, și se stabilește într-un sat lângă capitală Khartoum. Celălalt personaj al romanului este naratorul, un personaj optimist care a studiat și el în Marea Britanie, și care se întoarce în satul natal după mulți ani de absență în care a urmat studiile de doctorat. Acesta își întâlnește așa numitul doppelganger, și anume pe Mustafa Said, un personaj pe modelul lui Kurtz din romanul lui Joseph Conrad, Inima Întunericului. 
Cele două personaje sunt puse într-o călătorie ce are ca scop descoperirea sinelui. În primul rând, este călătoria personajului principal, Mustafa Said, iar apoi, călătoria celui ce îi este doppelganger, și anume naratorul. Romanul unește cele două personaje, care par a fi opuse. Mai multe elemente specifice Nordului și ale Sudului sunt ilustrate de-a lungul romanului, cum ar fi climatul din Nord și zonele deșertice din Sud, femeile din Nord și cele din Sud, și fluviul Nilului și marile din Nord. În roman, Nordul și Sudul sunt alăturate încă de la început, când naratorul pune în opoziție căldura sufletească pe care o simte în momentul în care a revenit pe malul fluviului Nil cu singurătatea pe care a simțit-o în Nord.
Salih îi pune pe Mustafa Said și pe narator în contrast, esența lui Mustafa Said fiind aceea că este o persoană rece precum icebergurile din Nord, iar naratorul este o persoană ce se bucura de prezența și căldura familiei și ale prietenilor, un lucru firesc pentru o persoană ai cărei viață a fost mereu plină de sentimente de iubire și de siguranță. Salih folosește astfel conceptul de "dublu" în roman, un concept ce este des întâlnit în literatură europeană.
Una din preocupările romanului lui Tayeb Salih este impactul colonialismului și al modernității vestice asupra societății sudaneze, în special în mediul rural, și asupra culturii și identității arabe în general. Încercarea guvernului colonial, iar apoi a guvernului postcolonial de a impune programe de modernizare au părut să aibă câteodată efectul de a zdruncina liniștea de altă dată pe care oamenii din zonele rurale ale Sudanului o aveau. Romanul lui Salih este o călătorie de la ignoranță la cunoaștere, de la inocență la experiență, însă rezultatele sunt dezastroase, atât pentru protagonist, Mustafa Said, cât și pentru întreaga comunitate. Singura raza de speranță apare când naratorul ajunge la țărm, și reușește să își dea seama cine este cu adevărat, ce dorește să facă cu viața sa, și spre ce dorește să se îndrepte. Acesta se spală în apele fluviului Nil, și astfel speră să se vindece de efectele oribile ale colonialismului.
Salih ne ilustrează în romanul său cât de crudă poate fi întâlnirea dintre Est și Vest, cât de dezumanizantă poate fi pentru ambele părți implicate, în special într-o perioadă în care efectele colonialismului sunt evidente în fiecare aspect al vieții. Deși naratorul, un tânăr reîntors de la studii din Anglia, ajunge în țara natală cu mari speranțe și optimism, acesta ajunge spre finalul romanului să pară nesigur, speriat și deziluzionat, și acestea toate, după ce l-a cunoscut pe Mustafa Said care reprezintă omul colonizat, sfâșiat și împărțit între Est și Vest, și care răspunde într-o manieră agresivă acestui fapt, în timp ce naratorul reprezintă tânărul sudanez plin de speranță odată cu obținerea independenței, dar și a intelectualului arab al anilor 50’ și 60’, care spera să își ajute țara prin ceea ce a învățat chiar în țara colonizatoare.
Sezonul migrației spre nord este un exemplu bine definit al literaturii postcoloniale. Acesta abordează prin evenimentele și personajele sale efectele colonialismului. Romanul abordează teme de anticolonialism , distrugerea de sine, exotism cultural și manipularea puterii. Ca în cazul romanului lui Joseph Conrad, Inima întunericului, romanul lui Salih este o veritabilă călătorie al cărei scop este căutarea propriei identități.